# John Herbert Bowes-Lyon
John Herbert Bowes-Lyon (ur. 1 kwietnia 1886, zm. 7 lutego 1930 w zamku Glamis), młodszy syn Claude'a Bowes-Lyona, 14. hrabiego Strathmore i Kinghorne, oraz Cecilii Cavendish-Bentinck, córki Charlesa Cavendisha-Bentincka. Brat królowej Elżbiety, żony Jerzego VI.

## Życiorys
Przed 1914 r. pracował jako makler papierów wartościowych w City of London. W 1915 r. został powołany do służby wojskowej w regimencie Czarnej Straży. Niedługo przez II bitwą pod Artois postrzelił się w lewy palec wskazujący. Palec został amputowany, a jego samego odesłano do Wielkiej Brytanii. Ponieważ cierpiał na neurastenię, a w 1912 r. przeżył załamanie nerwowe, zwolniono go ze służby na froncie. Jeszcze w 1915 r. objął stanowisko w ministerstwie ds. amunicji, a w 1916 r. przeniósł się do Armii Terytorialnej. Po wojnie powrócił do pracy w City.
29 września 1914 r. poślubił Fenellę Hepburn-Stuart-Forbes-Trefusis (19 sierpnia 1889 – 19 lipca 1966), córkę Charlesa Hepburna-Stuarta-Forbesa-Trefusisa, 21. barona Clinton, i lady Jane McDonnell, córki 5. hrabiego Antrim. John i Fenella mieli razem pięć córek:
- Patricia Bowes-Lyon (6 lipca 1916 – 18 czerwca 1917)
- Anne Ferelith Fenella Bowes-Lyon (4 grudnia 1917 – 26 września 1980), żona Thomasa Ansona, wicehrabiego Anson, i księcia Jerzego Waldemara Duńskiego, miała dzieci z pierwszego małżeństwa (m.in. 5. hrabiego Lichfield)
- Nerissa Jane Irene Bowes-Lyon (18 lutego 1919 – 1986), upośledzona umysłowo, umieszczona w 1941 r. w zakładzie psychiatrycznym
- Diana Cinderella Mildred Bowes-Lyon (14 grudnia 1923 – 1986), żona Petera Somervella, miała dzieci
- Katherine Bowes-Lyon (ur. 4 lipca 1926 – 23 lutego 2014[1]), upośledzona umysłowo, umieszczona w 1941 r. w zakładzie psychiatrycznym

John Bowes-Lyon zmarł w swoim rodzinnym Glamis Castle niedługo po północy 7 lutego 1930 r. na skutek zapalenia płuc. Został pochowany w St Paul's Walden Bury.